# Agrupació de Defensa Sanitària
Una Agrupació de Defensa Sanitària (sigles: ADS o ADSG) és una associació sense ànim de lucre constituïda per ramaders per a la millora del nivell sanitari-zootècnic de
les seves cabanyes mitjançant programes de profilaxi, lluita contra malalties i millora de les condicions higièniques que permetin millorar el nivell productiu i sanitari de les seves explotacions. Les ADS són un tipus d'associacions regulades per llei, i tenen com a objectiu establir vincles amb l'Administració en aspectes sanitaris i de profilaxi entre altres temes tècnics relacionats amb la producció. Reben el suport de l'Administració en forma d'ajuts econòmics per al seu funcionament i en la coordinació, el suport tècnic, la formació i la dinamització. El seu àmbit de treball és controlar el maneig i donar servei d'assessorament als productors però no de manera individualitzada sinó a tot un grup de ramaders, buscant assegurar la sanitat, aspecte molt important que repercuteix en la competitivitat
de les explotacions, ja que en els mercats existeixen normatives estrictes a l'hora d'establir transaccions comercials.

## Legislació
A l'estat espanyol, la normativa per a la creació i el funcionament de les ADS és competència de l'Estat, i els òrgans competents de les comunitats autònomes (en el cas de Catalunya, el Departament d'Agricultura de la Generalitat de Catalunya) són els encarregats de vigilar pel seu compliment. El reconeixement d'una nova ADS correspon a l'administració autonòmica, que assigna a cada agrupació un codi alfanumèric que garanteixi la seva identificació de manera única, i les inscriu en un Registre autonòmic de les agrupacions reconegudes, que alhora es reflecteix al Registre estatal (Registro Nacional de Agrupaciones de Defensa Sanitària Ganadera, RADSG).
A efectes normatius, una ADS és «una associació de propietaris o titulars d'explotacions ramaderes d'animals constituïda amb l'objectiu d'elevar del nivell sanitari i productiu, i la millora de les condicions zootècniques de les seves explotacions, mitjançant l'establiment i l'execució de programes de profilaxi, lluita contra les malalties dels animals i millora de les condicions higièniques i productives». Les Agrupacions de Defensa Sanitària estan previstes només pels animals de producció, no pels de companyia.
Les ADS, perquè siguin reconegudes oficialment, han de ser entitats amb personalitat jurídica pròpia i integrar, a l'àmbit territorial d'almenys una comarca veterinària (o una illa), un percentatge mínim del 40% del cens ramader per a l'espècie de què es tracti (excepte en el cas de l'apicultura). Les ADS han de disposar d'almenys un veterinari encarregat de la direcció tècnica de les actuacions sanitàries a realitzar, en particular controlar del disseny i supervisar d'un programa sanitari comú, supervisar la identificació de tot el bestiar, supervisar els registres de les explotacions integrades, compliment de les obligacions en matèria de tractaments amb medicaments veterinaris i mesures de control aplicables, col·laborar en els controls sanitaris relatius al moviment pecuari, col·laborar amb les autoritats competents la Xarxa de Epizootiovigilància Nacional, supervisar l'aplicació correcta de les guies o codis de bones pràctiques de bioseguretat a les explotacions, assessorar els ramaders en matèria de pinsos, sanitat animal i benestar animal, i actuar com a veterinari autoritzat o habilitat sota la supervisió de l'autoritat competent. Les ADS tenen l'obligació de col·laborar amb les autoritats competents de sanitat animal en l'organització, el seguiment i l'execució de les mesures sanitàries per a la prevenció, control, lluita o erradicació de les malalties, així com a realitzar entre els seus associats les campanyes de divulgació que s'estableixin i a comunicar a l'autoritat competent les dades i la informació sanitàries que se’ls sol·licitin respecte de les explotacions que s'hi integren, especialment en cas de crisi o alerta sanitària, o a l'hora d'aplicar tractaments o vacunacions obligatoris.

## Història de les ADS a Catalunya
La filosofia d'una associació de ramaders que, d'acord amb l'Administració, lluiten de manera col·lectiva per erradicar del seu bestiar, explotació o territori determinades malalties, cal cercar-la a Franca, on agrupacions d'aquest tipus actuaven de manera marcadament efectiva (Groupements de défense sanitaire). El paral·lelisme dins de l'espai geogràfic català existia als grups de sanejament del bestiar boví, que actuaven de manera similar. Durant molts anys va existir la "Guia Sanitària obligatòria" per als moviments del bestiar, que imposava l'Administració a través d'un veterinari oficial, i sense que el ramader hi pogués participar. Els anys 60 la Pesta Porcina Africana va fer estralls en la cabana catalana i els ramaders, conscients que la lluita individual contra la malaltia estava predestinada al fracàs, van crear les primeres agrupacions de defensa sanitària (ADS).
El 1979, dues normatives definiren la creació, la composició i el funcionament de les ADS: el Reial Decret 791/1979, de 20 de febrer, i l'Ordre de 21 d'octubre de 1980. La formació de les primeres ADS fou difícil i costosa, però el problema de la pesta porcina africana i la necessitat d'erradicar-la fomentà la creació de les agrupacions. L'embranzida es produí durant els anys 1984 i1985, anys en què el nombre d'ADS, ramaders associats i animals controlats,s'incrementà de forma notable.

## Situació actual de les ADS a Catalunya
| Subsector   | ADS | Explotacions |
| ----------- | --- | ------------ |
| Apicultura  | 5   | 1.000        |
| Aviram      | 1   | 5.200        |
| Boví carn   | 39  | 5.800        |
| Boví lleter | 5   | 1.600        |
| Cunicultura | 11  | 470          |
| Oví-cabrum  | 39  | 300          |
| Porcí       | 40  | 6.400        |
| TOTAL       | 140 | 20.770       |

El total d'associacions de defensa sanitària inscrites a Catalunya és de 227, de les quals el Departament d'Agricultura en considera actives un total de 156. A nivell municipal, cada ADS dona servei a una mitjana de 10 explotacions, mentre que a
nivell provincial, agrupen més de 500 explotacions.
Les ADS treballen sobretot en un àmbit municipal i comarcal, però per motius pràctics de transferència de coneixements i de gestió d'ajuts, existeixen també agrupacions d'aquestes associacions sanitàries a nivell supramunicipal, comarcal o, fins i tot, provincial. Aquesta activitat és molt diferent per a cada subsector ramader. Les ADS són agrupacions que estan fortament vinculades al territori de cria del bestiar que treballen. Per aquest motiu la major part de les ADS de porcí es troben a les comarques del Segrià i Osona o les de boví lleter, a l'Alt i el Baix Empordà, a la Selva i el Gironès. Els sectors de la cunicultura i l'oví-cabrum es troben més dispersos per tot el territori. Es detecta que en els sectors porcí, boví de carn i oví-cabrum presenten el nombre més important d'associacions de defensa sanitària animal. El sector de l'aviram disposa d'una associació ADS que treballa en el control i seguiment de plans sanitaris elaborats pel Centre de Sanitat Avícola de Catalunya (CESAC). El CESAC és el laboratori oficial a través del qual l'Administració assegura el control sanitari de totes les granges avícoles catalanes.
En alguns casos, les ADS han estat impulsades des de les cooperatives agràries i el veterinari dona servei només als socis productors de la cooperativa. Hi ha un total de 12 ADS que estan vinculades a cooperatives agràries i que pertanyen als sectors del porcí, el boví de carn, el boví lleter i l'apicultura.